# Rosine Delamare
Pour les articles homonymes, voir Delamare.
Rosine, Denise, Rosemonde Delamare, est une costumière française, née le 11 juin 1911 à Colombes (Seine) et morte le 17 mars 2013  à Paris.

## Biographie
Rosine Delamare débute au cinéma lors du film Untel père et fils, tourné en 1939-1940. Le dernier film auquel elle participe est Fort Saganne, sorti en 1984. Au total, elle collabore à une centaine de longs métrages, majoritairement des films français, mais également quelques films étrangers ou coproductions.
Pour la télévision, entre 1962 et 1984, elle contribue à quatre téléfilms et à deux séries.
Au long de sa carrière, elle est également costumière de théâtre.
Elle est la fille de l'homme de radio et écrivain Georges Delamare (1881-1975) et la sœur de l'actrice Lise Delamare (1913-2006).

## Filmographie

### Au cinéma
- 1942 : Le Voile bleu de Jean Stelli
- 1942 : La Symphonie fantastique de Christian-Jaque
- 1943 : Untel père et fils de Julien Duvivier
- 1943 : Pierre et Jean d'André Cayatte
- 1943 : Le Comte de Monte-Cristo de Robert Vernay
- 1943 : Au Bonheur des Dames d'André Cayatte
- 1945 : Boule de Suif de Christian-Jaque
- 1946 : Étrange Destin de Louis Cuny
- 1946 : La Revanche de Roger la Honte d'André Cayatte
- 1947 : Monsieur Vincent de Maurice Cloche
- 1947 : Le Destin exécrable de Guillemette Babin de Guillaume Radot
- 1947 : Capitaine Blomet d'Andrée Feix
- 1949 : Le Roi de Marc-Gilbert Sauvajon
- 1949 : Docteur Laennec de Maurice Cloche
- 1949 : Les Amants de Vérone d'André Cayatte
- 1950 : Mon ami Sainfoin de Marc-Gilbert Sauvajon
- 1950 : Cartouche, roi de Paris de Guillaume Radot
- 1950 : Fusillé à l'aube d'André Haguet
- 1950 : Ma pomme de Marc-Gilbert Sauvajon
- 1951 : Monsieur Fabre de Henri Diamant-Berger
- 1951 : Capitaine Ardant d'André Zwobada
- 1951 : Knock de Guy Lefranc
- 1951 : La Maison Bonnadieu de Carlo Rim
- 1952 : Coiffeur pour dames de Jean Boyer
- 1952 : Adorables Créatures de Christian-Jaque
- 1952 : Le Gantelet vert (The Green Glove) de Rudolph Maté
- 1952 : Plaisirs de Paris de Ralph Baum
- 1952 : Les Belles de nuit de René Clair
- 1952 : Il est minuit, Docteur Schweitzer d'André Haguet
- 1952 : Le Jugement de Dieu de Raymond Bernard
- 1953 : Madame de... de Max Ophüls
- 1953 : Tourbillon d'Alfred Rode
- 1953 : Le Chasseur de chez Maxim's de Henri Diamant-Berger
- 1953 : Dortoir des grandes de Henri Decoin
- 1953 : La Dame aux camélias de Raymond Bernard
- 1953 : L'Esclave d'Yves Ciampi
- 1953 : L'Ennemi public numéro un de Henri Verneuil
- 1954 : Secrets d'alcôve, film à sketches, segment Le Lit de la Pompadour de Jean Delannoy
- 1954 : Les Révoltés de Lomanach de Richard Pottier
- 1954 : Obsession de Jean Delannoy
- 1954 : Le Rouge et le Noir de Claude Autant-Lara
- 1954 : Par ordre du tsar d'André Haguet
- 1954 : Scènes de ménage d'André Berthomieu
- 1954 : Le Chevalier de la nuit de Robert Darène
- 1954 : La Reine Margot de Jean Dréville
- 1954 : L'Affaire Maurizius de Julien Duvivier
- 1955 : French Cancan de Jean Renoir
- 1955 : Les Grandes Manœuvres de René Clair
- 1955 : Les Hussards d'Alex Joffé
- 1955 : Le Fils de Caroline Chérie de Jean Devaivre
- 1955 : Marguerite de la nuit de Claude Autant-Lara
- 1955 : Le Dossier noir d'André Cayatte
- 1955 : Du rififi chez les hommes de Jules Dassin
- 1955 : Milord l'Arsouille d'André Haguet
- 1956 : Elena et les Hommes de Jean Renoir
- 1956 : Bonsoir Paris, bonjour l'amour de Ralph Baum
- 1956 : Les Aventures de Till l'espiègle de Gérard Philipe et Joris Ivens
- 1956 : C'est arrivé à Aden de Michel Boisrond
- 1956 : Rencontre à Paris de Georges Lampin
- 1957 : Porte des Lilas de René Clair
- 1957 : L'Homme à l'imperméable de Julien Duvivier
- 1958 : Les Racines du ciel (Roots of Heaven) de John Huston
- 1958 : Thérèse Étienne de Denys de la Patellière
- 1958 : Maxime de Henri Verneuil
- 1958 : Le Joueur de Claude Autant-Lara
- 1958 : La Bonne Tisane de Hervé Bromberger
- 1958 : Christine de Pierre Gaspard-Huit
- 1959 : La Belle et le Tzigane de Jean Dréville et Márton Keleti
- 1959 : Katia de Robert Siodmak
- 1959 : Voulez-vous danser avec moi ? de Michel Boisrond
- 1959 : La Jument verte de Claude Autant-Lara
- 1960 : Le Secret du chevalier d'Éon de Jacqueline Audry
- 1960 : Les Trois etc. du colonel (Le tre eccetera del colonello) de Claude Boissol
- 1961 : Les Trois Mousquetaires de Bernard Borderie
- 1961 : Vive Henri IV, vive l'amour de Claude Autant-Lara
- 1961 : Les Mille et Une Nuits (Le meraviglie di Aladino) de Mario Bava et Henry Levin
- 1961 : Le Comte de Monte-Cristo de Claude Autant-Lara
- 1962 : Mandrin, bandit gentilhomme ou Mandrin de Jean-Paul Le Chanois
- 1962 : Le Chevalier de Pardaillan de Bernard Borderie
- 1962 : Cartouche de Philippe de Broca
- 1964 : Angélique Marquise des Anges de Bernard Borderie
- 1965 : Merveilleuse Angélique de Bernard Borderie
- 1966 : Angélique et le Roy de Bernard Borderie
- 1967 : Un idiot à Paris de Serge Korber
- 1967 : La Nuit des généraux (The Night of the Generals) d'Anatole Litvak
- 1967 : Indomptable Angélique de Bernard Borderie
- 1967 : La Vingt-cinquième Heure de Henri Verneuil
- 1968 : Les Amours de Lady Hamilton (Le calde notti di lady Hamilton) de Christian-Jaque
- 1968 : Angélique et le sultan de Bernard Borderie
- 1969 : La Folle de Chaillot de Bryan Forbes
- 1969 : Catherine, il suffit d'un amour de Bernard Borderie
- 1970 : Le Passager de la pluie de René Clément
- 1970 : Hello, Goodbye de Jean Negulesco
- 1972 : Le Temps d'aimer (A Time for Loving) de Christopher Miles
- 1973 : Chacal (The Day of the Jackal) de Fred Zinnemann
- 1974 : Piaf de Guy Casaril
- 1976 : Une femme fidèle de Roger Vadim
- 1977 : Gloria de Claude Autant-Lara
- 1979 : I love you, je t'aime (A Little Romance) de George Roy Hill
- 1980 : L'Avare de Jean Girault et Louis de Funès
- 1981 : Chanel solitaire de George Kaczender
- 1983 : Benvenuta d'André Delvaux
- 1984 : Fort Saganne d'Alain Corneau

### À la télévision
- 1962 : Le Cid (tragi-comédie de Pierre Corneille), téléfilm de Roger Iglésis
- 1962 : La Fille du capitaine, téléfilm d'Alain Boudet, dans le cadre de l'émission Le Théâtre de la jeunesse
- 1963 : Tous ceux qui tombent, téléfilm de Michel Mitrani
- 1974 : Le deuil sied à Électre (trilogie d'Eugène O'Neill), réalisation de Maurice Cazeneuve
- 1978 : Jean-Christophe, série de François Villiers
- 1980 : Les Mystères de Paris, série d'André Michel
- 1980 : Gaughin the Savage, téléfilm de Fielder Cook
- 1984 : La Dame aux camélias (Camille), téléfilm de Desmond Davis

## Théâtre
- 1951 : Le Sabre de mon père de Roger Vitrac, mise en scène de Pierre Dux, avec Sophie Desmarets, P. Dux (Théâtre de Paris)
- 1955 : Les Amants novices de Jean Bernard-Luc, mise en scène de Jean Mercure, avec Dany Robin, Claude Rich (Théâtre Montparnasse)
- 1979 : La Puce à l'oreille de Georges Feydeau, mise en scène de Jean-Laurent Cochet, avec Paule Noëlle, Michel Aumont (Comédie-Française)
- 1981 : Chéri, adaptation du roman éponyme de Colette, mise en scène de Jean-Laurent Cochet, avec Michèle Morgan, Jean-Pierre Bouvier, Odette Laure (Théâtre des Variétés)

## Distinctions
- 1955 : nomination à l'Oscar de la meilleure création de costumes pour Madame de..., avec Georges Annenkov
- 1985 : nomination au César des meilleurs costumes pour Fort Saganne, avec Corinne Jorry